# Yvonne Delcour
Yvonne Delcour (Gante, Región Flamenca; 8 de mayo de 1932-Gante, Región Flamenca; 20 de agosto de 2024) fue una actriz belga, conocida por su papel de Adrie en De kolderbrigade.

## Biografía
Aparte de su extensa trayectoria en teatro, actuó en papeles secundarios en series como De Collega's y en la película Moscú, Bélgica (2008).
Tras su primer matrimonio, se casó con el director de teatro Romain Deconinck en 1967. También trabajaron juntos en las tablas en varias ocasiones. Permanecieron casados hasta la muerte de Deconinck, en 1994.
Yvonne Delcour falleció el 8 de mayo de 1932 en la misma ciudad donde había nacido 92 años antes.

## Filmografía seleccionada
- Jes (2009)
- Moscú, Bélgica (2008)
- Vluchtafstand (1985)
- De kolderbrigade (1980)
- De roste wasser (1980)
- De proefkonijnen (1979)
- Ne leeuw zonder tanden (1978)
- De Collega's (1978)
- Het gouden jubelfeest (1977)
- Wondershop (1974)
- Bij tante Wanne (1974)
- De lucht zuiver... maar wij ook (1973)